# Skopás

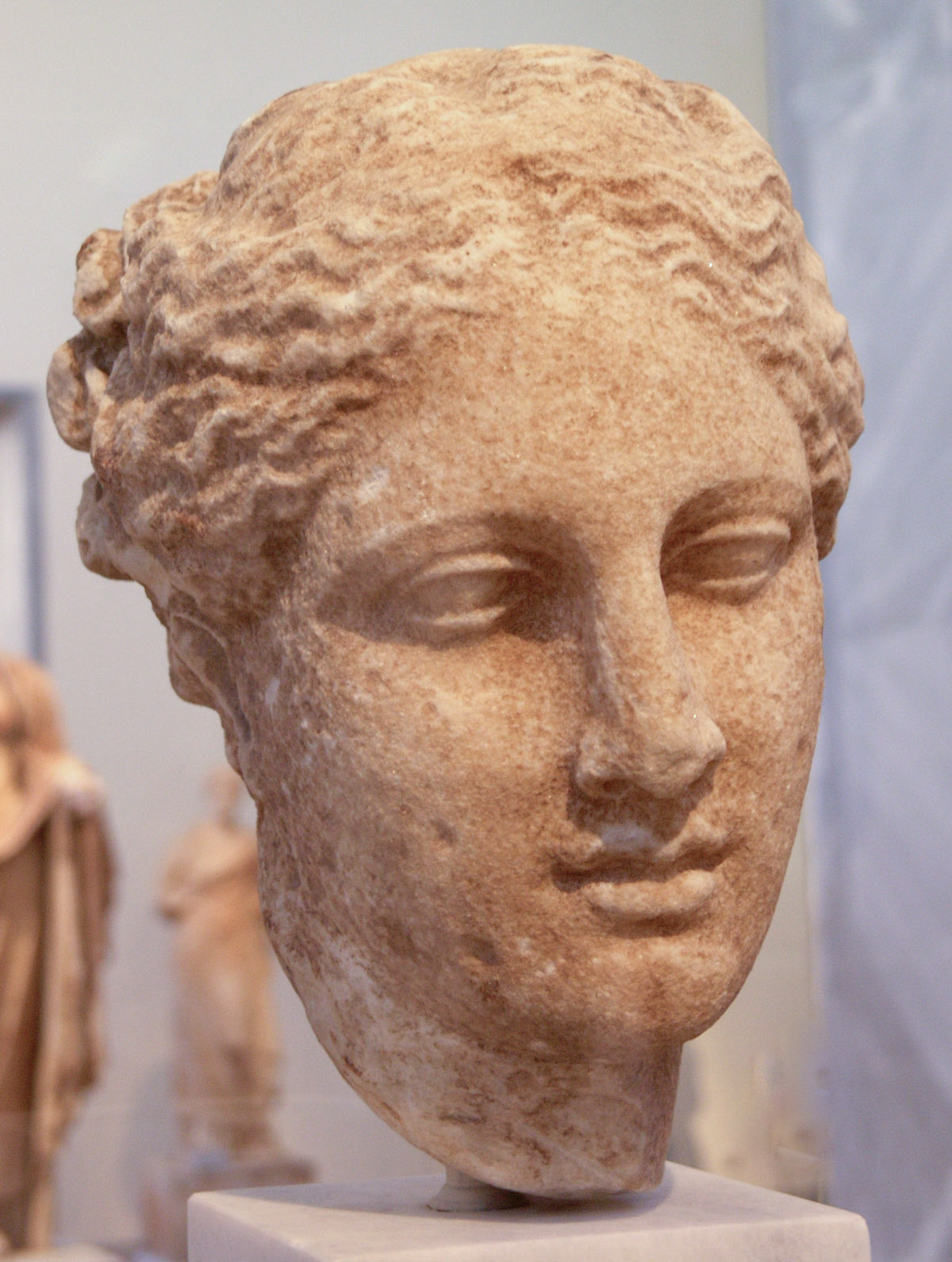
Mramorová busta bohyně Hygie připisovaná Skopásovi

Skopas (Σκόπας) (4. století př. n. l.) byl řecký sochař a architekt.
O jeho životě se toho ví poměrně málo, pocházel z ostrova Paros, ale většinu života prožil v pevninském Řecku. Byl prvním sochařem, který dokázal vyjádřit složité emoce, afekty a vášně, výraz bolesti, radosti i smutku. Vytvořil dionýsky běsnící Mainadu (Bakchantku, kolem r. 350 př. n. l.)
Skopás je považován za autora výzdoby Mauzolea v Halikarnassu a za architekta chrámu Athény v Tegei